# Aristagoras
Aristagoras von Milet (altgriechisch Ἀρισταγόρας ὁ Μιλήσιος Aristagóras ho Milḗsios; † 497 v. Chr.) war ein Tyrann von Milet.
Der Schwiegersohn des Tyrannen Histiaios von Milet übernahm dessen Thronnachfolge, als Histiaios vom Perserkönig Dareios I. nach Susa gerufen wurde, und gab sich, seinem Schwiegervater an Ehrgeiz vergleichbar, zunächst als getreuer Vasall Persiens.
Er versuchte in der Folgezeit erfolglos, sich durch die Rückgewinnung der Insel Naxos, die sich von Persien losgesagt hatte, Verdienste zu erwerben. Der kostspielige Zug hinterließ Aristagoras den Persern verschuldet und sein Ruf bei diesen litt stark. Um sich selbst vor den Persern zu schützen, setzte er zum Schein die Demokratie in Milet ein und begann 499 v. Chr., vermutlich unter Anweisungen von Histiaios, den Ionischen Aufstand und einen Feldzug gegen Sardes, Sitz der persischen Satrapie Ionien. Er bat in den griechischen Städten westlich der Ägäis um Hilfe für den Aufstand, wurde allerdings von der derzeit militärisch stärksten Macht in Griechenland, Sparta, zurückgewiesen und bekam nur Hilfestellungen von Athen und Eretria. Trotz anfänglicher Erfolge, beispielsweise die Einnahme großer Teile Sardes’ mithilfe der Athener, schlug der Aufstand fehl. Die entscheidende Schlacht von Lade wurde von den Persern mithilfe der phönizischen Flotte gewonnen. Der Aufstand wurde unter dem persischen Satrapen Artaphernes niedergeschlagen und die kleinasiatischen Griechenstädte von den Persern zurückerobert. 
Aristagoras blieb während des Aufstandes als Befehlshaber in Milet. Nachdem Sardes eingenommen worden war, zog er sein Heer nach Milet zurück und floh nach der Wende des Aufstandes mit einer Anzahl von Kolonisten nach Thrakien, wo er 497 v. Chr. bei Kämpfen gegen den thrakischen Stamm der Edoner in der Nähe des späteren Amphipolis fiel.